# Somerset (New York)
Somerset è un comune degli Stati Uniti d'America, situato nello stato di New York, nella contea di Niagara.